# Rối loạn ám ảnh cưỡng chế
Rối loạn ám ảnh cưỡng chế (tiếng Anh: obsessive-compulsive disorder, viết tắt là OCD) là một rối loạn tâm lý có tính chất mãn tính, dấu hiệu phổ biến của bệnh đó là ý nghĩ ám ảnh, lo lắng không có lý do chính đáng và phải thực hiện các hành vi có tính chất ép buộc để giảm bớt căng thẳng, đây là một dạng trong nhóm bệnh liên quan trực tiếp đến stress. Bệnh còn có tên khác là rối loạn ám ảnh cưỡng bức.
Người bị ảnh hưởng của bệnh có những ý nghĩ và hành vi lặp lại một cách vô nghĩa đến mức quá nhiều mà không kiểm soát được chẳng hạn như rửa tay hàng chục lần mặc dù tay đã sạch hay dành quá nhiều thời gian để sắp xếp đồ vật trong nhà quá mức gọn gàng cần thiết. 
Nhưng không phải mọi hành vi có tính chất ám ảnh cưỡng chế đều bị coi là dấu hiệu của bệnh, chẳng hạn phải nghe kể chuyện mới đi ngủ được (ở trẻ nhỏ) hoặc các nghi lễ tôn giáo và rửa tay trước khi ăn đó đều là các hành vi lặp đi lặp lại nhưng chúng có ích và không quá gây phiền toái. Ngoài ra nỗi lo lắng vừa phải trong một khoảng thời gian nào đó khi cuộc sống gặp cản trở cũng được xem là các cảm xúc bình thường như trong mùa dịch bệnh lo lắng về sự sạch sẽ giúp ích hơn là thái độ bàng quan. Nhưng sẽ là bệnh thật sự nếu nó quá mức độ cần thiết và gây đau khổ. Mức độ của bệnh có thể từ nhẹ đến nặng, nhưng nếu bị nặng mà không được điều trị sẽ làm thoái hóa khả năng làm việc, học tập hoặc thậm chí làm người bệnh không thoải mái trong chính căn nhà của mình, họ có thể mất vài giờ một ngày chỉ để thực hiện các hành vi cưỡng chế.
Mặc dù các triệu chứng điển hình của OCD thường bắt đầu ở lứa tuổi thanh niên hoặc đầu trưởng thành, tuy nhiên cũng có tới một phần ba khởi phát khi còn nhỏ tuổi thậm chí có những đứa trẻ mắc bệnh trước tuổi đi học (người ta đã ghi nhận một số trường hợp OCD trước 2 tuổi). Ảnh hưởng của bệnh lên đứa trẻ ở giai đoạn đầu của cuộc đời gây những hậu quả nghiêm trọng cho chúng. Điều quan trọng là đứa trẻ cần được phát hiện và chữa trị sớm nhằm hạn chế tối đa những tác động xấu lên sự phát triển. Rối loạn ám ảnh cưỡng chế là một rối loạn của não bộ có nguyên nhân từ sự bất thường trong xử lý thông tin do vậy căn bệnh không phải là lỗi của người mắc hoặc biểu hiện của nhân cách không ổn định, yếu đuối.

## Mức độ phổ biến
Trong nhiều năm các chuyên viên về sức khỏe tâm thần cho rằng rối loạn ám ảnh cưỡng chế chỉ là một bệnh hiếm bởi vì có rất ít người thừa nhận mình mắc bệnh, sở dĩ như vậy bởi vì dù bệnh gây ra nhiều đau khổ nhưng họ lại xấu hổ khi phải nói ra mình bị những ý nghĩ và hành vi lặp lại hành hạ, điều này ngăn cản họ đi chữa bệnh, dẫn đến con số thống kê người mắc bệnh không tương xứng với thực tế. Tính trung bình một người phải tìm đến từ 3 đến 4 bác sĩ trong khoảng thời gian 9 năm mới có được chẩn đoán chính xác và phải mất tới 17 năm để có được các trị liệu hợp lý tính từ thời điểm bắt đầu bị bệnh.
Nghiên cứu của Học viện Sức khỏe Tâm thần Hoa Kỳ (NIMH) cung cấp những kiến thức mới cho thấy tính phổ biến của căn bệnh này. Kết quả của NIMH cho thấy rối loạn ám ảnh cưỡng chế ảnh hưởng đến hơn 2% dân số, có nghĩa là căn bệnh này phổ biến hơn bệnh tâm thần phân liệt, rối loạn lưỡng cực, rối loạn hoảng sợ. Rối loạn ám ảnh cưỡng chế ảnh hưởng đến tất cả các dân tộc. Nam và nữ có tỉ lệ mắc bệnh như nhau. Ở Mỹ, OCD ảnh hưởng đến khoảng 2,2 triệu người trưởng thành,  bệnh thường đi kèm với rối loạn ăn uống, các rối loạn lo âu khác và trầm cảm.
Hơn 50% người bệnh OCD khởi phát triệu chứng một cách đột ngột. 50-70% phát bệnh sau khi có các sang chấn tâm lý như có thai ngoài ý muốn, bị cưỡng bức tình dục, mất người thân...

## Triệu chứng và tiêu chuẩn chẩn đoán
Một ví dụ về triệu chứng lâm sàng điển hình (Bs. Nguyễn Mạnh Hoàn):
Ám ảnh về sự xâm phạm: Ám ảnh này thường là các ý tưởng tái diễn về một hành vi nghiêm trọng, tội lỗi, đáng chê trách mà mình có thể phạm phải như một phụ nữ bị dày vò bởi sợ mình có thể cuối cùng không còn khả năng chống lại xung động giết đứa con thân yêu của mình...hoặc bị dày vò bởi một hình ảnh tái diễn trong đầu với nội dung thô tục, dâm ô đáng nguyền rủa và xa lạ với bản thân mình. Đôi khi là những ý nghĩ vô tận, triết lý về những chủ đề, lựa chọn không thể cân nhắc được. Suy nghĩ do dự về những lựa chọn là nhân tố quan trọng trong nghiền ngẫm ám ảnh, thường kết hợp với mất khả năng quyết định những việc tầm thường nhưng cần thiết hàng ngày.
Người mắc rối loạn ám ảnh cưỡng chế phần nào hiểu rõ tính chất vô ích của ám ảnh. Chính họ cũng công nhận ý nghĩ ám ảnh và hành vi cưỡng chế của họ là phi lý (80% người bị OCD cho rằng ám ảnh của mình là vô lý). Nhưng phần lớn họ không có nhận định chắc chắn về sự sợ hãi của mình hoặc thậm chí có niềm tin mạnh mẽ rằng những hành vi đó là phù hợp.
Những người mắc rối loạn ám ảnh cưỡng chế phải đấu tranh rất quyết liệt để xua những ý nghĩ không mong muốn và hành vi cưỡng chế. Rất nhiều người có thể ngăn các triệu chứng ám ảnh cưỡng chế xuất hiện trong nhiều giờ khi họ ở trong lớp học hay ở nơi làm việc. Nhưng qua thời gian đó sự kháng cự yếu đi và họ bị chi phối bởi hành vi ám ảnh mang tính chất lễ nghi rất mạnh, nó ảnh hưởng đến toàn bộ cuộc sống của bệnh nhân và đôi khi khiến họ khó có thể ở một nơi nào đó ngoài căn nhà của mình. Bệnh rối loạn ám ảnh cưỡng chế kéo dài trong vài năm hoặc thậm chí hàng chục năm. Các triệu chứng có thể giảm độ khốc liệt theo thời gian và đạt độ ổn định lâu dài ở dạng nhẹ nhưng đối với phần lớn người bệnh các triệu chứng là mãn tính.
Các rối loạn của rối loạn ám ảnh cưỡng chế là những rối loạn rất độc đáo trong đó có nhiều triệu chứng trùng lặp với OCD. Một số triệu chứng dạng OCD gồm:
1- Rối loạn ăn uống
2- Cưỡng bức cờ bạc (Compulsive gambling)
3- Rối loạn hình thái cơ thể (Mặc cảm ngoại hình)
4- Rối loạn tự kỷ
5- Chứng giật nhổ tóc
6- Cưỡng bức mua sắm
7- Chứng ăn cắp vặt (Kleptomania)

### Tiêu chuẩn chẩn đoán
Theo ICD-10, để chẩn đoán chắc chắn, các ý nghĩ ám ảnh hoặc hành vi cưỡng chế hoặc cả hai phải hiện diện hằng ngày trong ít nhất hai tuần lễ liên tiếp, gây khổ sở cho người bệnh hoặc ảnh hưởng đến các sinh hoạt thường ngày. Các triệu chứng ám ảnh phải có những đặc điểm sau đây:
- Người bệnh thừa nhận đó là những ý nghĩ hoặc xung động của chính mình.
- Có ít nhất một ý nghĩ hoặc một hành vi đang được người bệnh tiếp tục chống lại, mặc dù không có kết quả (tuy nhiên có thể kèm theo các triệu chứng khác mà người bệnh không chống lại nữa).
- Ý nghĩ ám ảnh hoặc hành vi cưỡng chế không mang lại một sự thích thú nào cho người bệnh, chú ý rằng sự giảm căng thẳng hoặc lo âu không được coi là thích thú.
- Các ý nghĩ, biểu tượng hoặc xung động phải lặp đi lặp lại và gây khó chịu.

## Nguyên nhân
Trước đây người ta tin rằng rối loạn ám ảnh cưỡng chế là kết quả của kinh nghiệm sống không phù hợp với sự phát triển của các nhân tố sinh học. Thực tế thì các bệnh nhân mắc rối loạn ám ảnh cưỡng chế tỏ ra có cải thiện khi sử dụng các loại thuốc tác động lên chất dẫn truyền thần kinh serotonin dẫn đến giả thuyết rằng căn nguyên của bệnh có cơ sở thuộc sinh học thần kinh. Vì lý do đó căn bệnh này không chỉ được quy cho là do phương pháp dạy dỗ khi còn nhỏ, sự sạch sẽ quá đáng hay luôn tin hoặc nghĩ là mọi việc bất ổn. Các nghiên cứu hiện nay tập trung tìm hiểu nguyên nhân trong mối liên hệ giữa các nhân tố sinh học thần kinh, ảnh hưởng của môi trường và quá trình nhận thức. Gần đây người ta thấy rằng liên cầu khuẩn tan huyết bêta - nhóm A (group A beta hemolytic Streptococcus) có sự liên kết với rối loạn ám ảnh cưỡng chế.

### Gen
Nghiên cứu trên những cặp sinh đôi cho thấy sự liên hệ giữa căn bệnh này và yếu tố di truyền, theo đó gen ảnh hưởng đến từ 45 đến 65% cặp sinh đôi là trẻ em và 27 đến 47% cặp sinh đôi là người trưởng thành, điều này có nghĩa là nếu một người trưởng thành mắc rối loạn ám ảnh cưỡng chế và họ có anh (chị) em sinh đôi thì nguy cơ người anh (chị) em đó mắc bệnh là từ 27 đến 47%. Ngoài ra có sự khác biệt lớn giữa sinh đôi cùng trứng và khác trứng, cặp sinh đôi cùng trứng cho thấy tỷ lệ cao đáng chú ý, lên tới 80 đến 87% so với cặp sinh đôi khác trứng chỉ từ 47 đến 50%, cần chú ý rằng sinh đôi cùng trứng có sự trùng lặp gen cao hơn .

### Tính cách
Xét từ góc độ tính cách thì người cầu toàn dễ bị mắc rối loạn ám ảnh cưỡng chế (và nhiều rối loạn tâm thần khác) tuy nhiên không được nhầm lẫn sự khác biệt cơ bản giữa họ bởi vì không phải người cầu toàn nào cũng bị bệnh này, với những người luôn mong trở thành hoàn hảo sự khác biệt là ở chỗ hành vi mang tính ép buộc thường phục vụ một mục đích có giá trị như là thành công trong công việc, nó khác với những ám ảnh và các hành vi mang tính chất nghi lễ của người mắc rối loạn ám ảnh cưỡng chế thường không đem lại lợi ích thực tế.

## Bệnh kết hợp
Như đã nói ở trên, rối loạn ám ảnh cưỡng chế thường đi kèm với bệnh trầm cảm, rối loạn ăn uống, lạm dụng chất, rối loạn nhân cách, thiếu khả năng tập trung hoặc một dạng rối loạn lo âu khác. tỷ lệ mắc trầm cảm suốt đời của bệnh nhân OCD dao động từ 12% đến 67,5% , ám ảnh sợ xã hội khoảng 25%. Những rối loạn này cùng tồn tại với OCD làm cho cả việc chẩn đoán và điều trị trở nên khó khăn hơn. Các triệu chứng của rối loạn ám ảnh cưỡng chế được xem là có liên hệ với các rối loạn thần kinh. Ở người mắc hội chứng Tourette (rối loạn TIC phát âm kết hợp với TIC vận động – hành vi và lời nói có tính chất không chủ tâm) có khoảng 5 - 7% mắc rối loạn ám ảnh cưỡng chế, ngược lại cũng có đến 20-30% người bệnh OCD có tiền sử bị các TIC. Các nhà nghiên cứu đưa ra giả thuyết là có một gen chung giữa hai rối loạn này. Những bệnh khác cũng có liên quan đến OCD bao gồm thói giật râu tóc (bị thôi thúc giật tóc, lông mi, lông mày…), mặc cảm ngoại hình (bận tâm quá mức đồng thời phóng đại các khiếm khuyết của ngoại hình hoặc thậm chí tự tưởng tượng ra chúng) và chứng nghi bệnh. Theo các nhà nghiên cứu có thể các bệnh này có chung căn nguyên sinh học hoặc tâm lý. Còn hiện tại vẫn chưa biết mối liên hệ rõ ràng giữa rối loạn ám ảnh cưỡng chế và các bệnh trên cụ thể như thế nào. Có giả thuyết cho rằng rối loạn ám ảnh cưỡng chế liên quan tới chúng thông qua sự ảnh hưởng lẫn nhau giữa hành vi và môi trường, quan điểm này rõ ràng đối lập với các giải thích sinh học. Người mắc rối loạn ám ảnh cưỡng chế khá nặng bị ảnh hưởng rất nhiều đến cuộc sống hàng ngày.

## Điều trị
Rối loạn ám ảnh cưỡng chế không điều trị ngay lập tức được, nó cần một khoảng thời gian nhất định với sự giúp đỡ của bác sĩ trị liệu và cố gắng của bản thân. Nghiên cứu lâm sàng trên động vật thực hiện bởi NIMH (học viện quốc gia về sức khỏe tâm thần) và các tổ chức khoa học khác cung cấp thông tin về hiệu quả của trị liệu hành vi và dùng thuốc đối với người mắc rối loạn ám ảnh cưỡng chế. Có bệnh nhân phù hợp dùng thuốc, có bệnh nhân phù hợp trị liệu hành vi hay cả hai, những trường hợp khác có thể dùng thuốc để khống chế các triệu chứng rồi sau đó trị liệu hành vi. Việc lựa chọn phương pháp nào được quyết định bởi bệnh nhân sau khi thảo luận kỹ với bác sĩ trị liệu.
Nếu như người thân trong gia đình hoặc bạn bè mắc bệnh có thể khiến chúng ta cảm thấy khó chịu và bối rối nhưng sẽ là sự giúp ích rất lớn khi chấp nhận họ, cần thông cảm và hiểu rằng bản thân họ đã rất khó khăn trong việc đương đầu với căn bệnh. Nói chung những lời nhận xét tiêu cực chỉ càng làm tình hình xấu thêm, ngược lại nếu bình tĩnh,với trợ giúp từ phía gia đình thì kết quả điều trị tốt lên nhiều. Khi người mắc bệnh trong độ tuổi đi học điều quan trọng là bố mẹ bệnh nhân cần trao đổi với giáo viên để họ hiểu.

### Dùng thuốc
Những thử nghiệm lâm sàng gần đây cho thấy loại thuốc tác động lên chất dẫn truyền thần kinh serotonin có hiệu quả cao trong việc làm giảm triệu chứng của rối loạn ám ảnh cưỡng chế. Loại đầu tiên thuộc dòng thuốc SRI (serotonin re-uptake inhibitor) được cho phép để điều trị bệnh này là thuốc chống trầm cảm 3 vòng (tricyclic anti-depressant clomipramine). Các loại thuốc khác cũng thuộc dòng SRI là SSRI (selective serotonin re-uptake inhibitor) cũng được cho phép bởi Cục quản lý Lương thực và Thực phẩm để điều trị rối loạn ám ảnh cưỡng chế, chúng bao gồm: fluoxetine (Prozac), fluvoxamine (Luvox) và paroxetine (Paxit), ngoài ra còn sertraline (Zoloft) vẫn ở giai đoạn thử nghiệm lâm sàng. Các nghiên cứu quy mô cho thấy hơn ba phần tư bệnh nhân nói rằng thuốc có tác dụng đối với họ ở một mức độ nào đó. Hơn một nửa giảm hẳn cả về mức độ thường xuyên cũng như cường độ của ý nghĩ ám ảnh và hành vi cưỡng chế, thuốc có tác dụng rõ rệt sau ít nhất 3 tuần hoặc lâu hơn. Nếu bệnh nhân không đáp ứng tốt với loại thuốc này hoặc có tác dụng phụ quá lớn, họ cần thử những loại khác thuộc dòng SRI. Với những bệnh nhân mà chỉ đáp trả một phần đối với những thuốc này, nghiên cứu đang khuyến nghị sử dụng một loại SRI sơ cấp và bổ sung một số thuốc. Điều đáng chú ý là thuốc có tác dụng hạn chế triệu chứng nhưng thông thường khi tạm ngừng dùng các triệu chứng lại tái phát.

### Trị liệu hành vi
Tâm lý trị liệu truyền thống chữa trị thông qua việc tập trung giúp bệnh nhân phát triển khả năng thấu hiểu các rắc rối của bản thân, thế nhưng cách này thường không hiệu quả. Tuy nhiên một trị liệu hành vi đặc biệt có tên là "đối diện và đáp trả" lại tỏ ra có hiệu quả với nhiều bệnh nhân rối loạn ám ảnh cưỡng chế.
Theo hướng tiếp cận này bệnh nhân cần suy nghĩ kỹ và chủ động lựa chọn để đối diện với vật thể hoặc ý tưởng gây sợ hãi, điều này có thể thực hiện trực tiếp hoặc thông qua trí tưởng tượng. Cùng lúc đó bệnh nhân được khuyến khích để kiểm soát hành vi cưỡng chế, người giúp đỡ có thể là bác sĩ trị liệu hoặc một người khác mà bệnh nhân tin tưởng.
Ví dụ như người có hành vi cưỡng chế giặt giũ có thể được khuyến khích đến gần một vật nào đó bị bẩn và cố gắng tránh giặt nó trong vài giờ cho đến khi cường độ lo âu giảm. Điều trị được tiến hành từng bước theo khả năng kiểm soát lo âu và hành vi cưỡng chế của bệnh nhân. Khi quá trình điều trị có kết quả phần lớn bệnh nhân dần dần giảm bớt lo âu do các ý nghĩ ám ảnh gây nên và họ cũng giảm được hành vi cưỡng chế.
Nghiên cứu phương pháp trị liệu hành vi áp dụng cho bệnh nhân rối loạn ám ảnh cưỡng chế thấy rằng phần lớn đều thành công nếu hoàn thành cả khóa điều trị và người bệnh có dấu hiệu tích cực ngay khóa điều trị đầu tiên kết thúc. Cũng theo nghiên cứu này với hơn 300 bệnh nhân điều trị theo phương pháp "đối diện và đáp trả" có 76% chữa khỏi sau từ 3 tháng đến 6 năm.  Một nghiên cứu khác cung cấp bằng chứng mới về hiệu quả của phương pháp trị liệu hành vi nhận thức. Phương pháp trị liệu hành vi nhận thức khác với trị liệu hành vi ở chỗ nó nhấn mạnh đến sự thay đổi các mẫu niềm tin và suy nghĩ. Các nghiên cứu về sau nhắc nhở rằng trị liệu hành vi nhận thức cần được đánh giá đúng mức.

### Tự chăm sóc và hỗ trợ từ phía gia đình
Người mắc rối loạn ám ảnh cưỡng chế cần có một người để ý chăm sóc, nhắc nhở uống thuốc, họ có thể tìm kiếm sự giúp đỡ từ phía gia đình, bạn bè hoặc các nhóm thảo luận. Khi một thành viên trong gia đình mắc bệnh các thành viên khác cần động viên và khích lệ bất kỳ tiến bộ nào, dù là nhỏ nhất. Sự giúp đỡ theo nhóm đem lại nhiều trợ giúp và khích lệ. Người bệnh được giúp đỡ bằng cách hiểu sâu hơn về căn bệnh. Những người thân trong gia đình cũng cần các hiểu biết rõ ràng và đầy đủ, điều này giúp hoàn thành khóa điều trị tốt nhất có thể và giữ các rắc rối trong vòng kiểm soát.